# 盛德王
越（？—前778年），是古朝鲜之箕子朝鲜的君主，子姓。东史年表认为在位於前793年至前778年，諡號盛德王（韓語：위덕왕），後王位由兒子職繼承。